# Frontera entre Ecuador y Perú

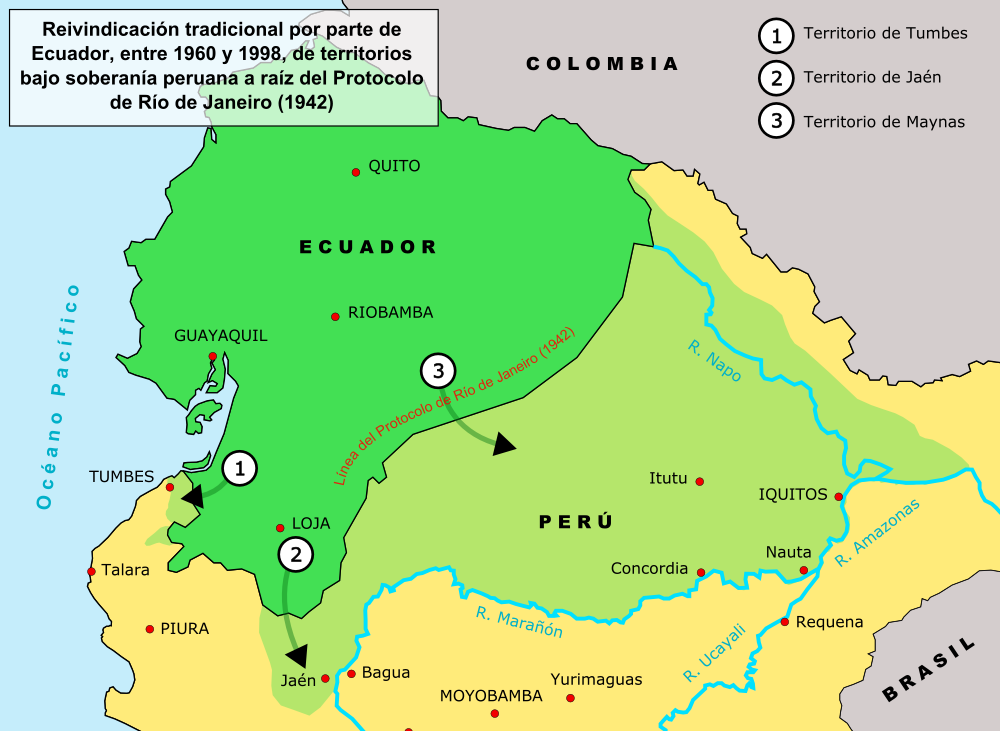
Reclamaciones fronterizas de Ecuador al Perú, entre 1960 y 1998.

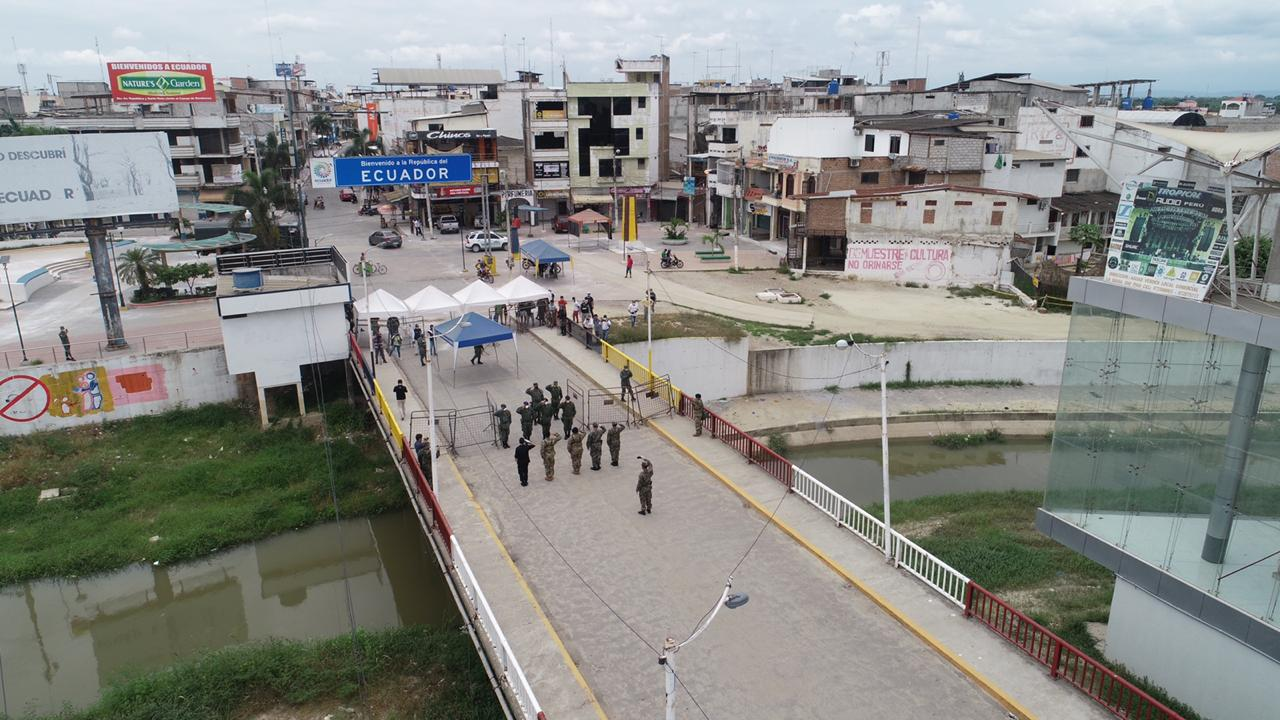
Frontera entre Huaquillas (EC) y Aguas Verdes (PE).

La frontera entre Ecuador y Perú es la línea que limita los territorios del Ecuador y de Perú. Consta de dos tramos, uno terrestre y otro marítimo. La frontera terrestre se extiende a lo largo de 1.529 km, que va de oeste a este, comienza en la boca de Capones en el océano Pacífico, luego sigue entre las ciudades costeras de Zarumilla (Perú) y Huaquillas (Ecuador), continúa por el río Zarumilla y río Chira. Al sudeste de Zumba hace una inflexión para nordeste siguiendo por la Cordillera del Cóndor hasta entrar en la selva amazónica. Termina en el río Putumayo.

## Demarcación de la frontera terrestre
Esta frontera ha sido una de las más difíciles de trazar debido a los intereses de ambas naciones sobre los territorios que ésta comprende, a ambos lados de la línea limítrofe. La frontera entre el Perú y Ecuador quedó delimitada mediante el Protocolo de Paz, Amistad y Límites de Río de Janeiro, firmado el 29 de enero de 1942, por el doctor Alfredo Solf y Muro, Ministro de Relaciones Exteriores del Perú, y Julio Tobar Donoso, Ministro de Relaciones Exteriores de Ecuador. Se constituyeron garantes de su cumplimiento los gobiernos de Brasil, Argentina, Chile y los Estados Unidos. El Canje de Ratificaciones se realizó en Petrópolis (Brasil) el 31 de marzo de 1942. De acuerdo al protocolo en referencia, la línea de frontera entre Perú y Ecuador es como sigue:

- Sector occidental:

- Boca de Capones en el océano Pacífico;
- Río Zarumilla y quebrada Balzamal o Lajas;
- Río Tumbes o Puyango y quebrada de Cazaderos;
- Quebrada de Pilares y río Alamor hasta el río Chira;
- Río Chira, aguas arriba; ríos Macará, Calvas y Espíndola, hasta su naciente en el nudo de Cabanillas;
- Ríos Blanco (Perú) y Canchis, aguas abajo, hasta el río Chinchipe;
- Río Chinchipe, aguas abajo, hasta la boca del río San Francisco.

- Sector oriental:

- Río San Francisco, hasta sus nacientes, en la cordillera del Cóndor;
- El divortium acuarum o divisoria de aguas que existe, entre los ríos Santiago (peruano) y Zamora (ecuatoriano) hasta la confluencia del río Yaupi con el Santiago. Esa divisoria de aguas la conforma la cordillera del Cóndor;
- Desde allí una línea recta hasta la boca del río Bobonaza, en el Pastaza y otra, hasta la confluencia de los ríos Cunambo y Pintoyacu, para formar el Tigre;
- Desde este lugar otra línea recta hasta la boca del río Cononaco, en el Curaray. Desde allí, aguas abajo por este río, hasta la localidad de Bellavista;
- Desde Bellavista otra línea recta hasta la boca del Yasuni, en el río Napo;
- Por el río Napo, aguas abajo, hasta la boca del río Aguarico;
- El río Aguarico, aguas arriba; río Lagartococha o Zancudo, hasta su origen;
- Desde allí una línea recta que va a encontrar al río Güepí. Sigue por este río, aguas abajo, hasta su confluencia con el Putumayo, donde empieza la frontera con Colombia.

## Demarcación de la frontera marítima

Mapa de la frontera marítima entre Perú y Ecuador.

El 18 de agosto de 1952, ambos países (junto con Chile) suscribieron en Santiago de Chile la denominada: «Declaración de Zona Marítima», mediante la cual reclamaban las aguas marinas hasta 200 millas náuticas inmediatas a sus costas. En su artículo IV la misma decía:

«En el caso de territorio insular, la zona de 200 millas marinas se aplicará en todo el contorno de la isla o grupo de islas. Si una isla o grupo de islas pertenecientes a uno de los países declarantes estuviere a menos de 200 millas marinas de la zona marítima general que corresponde a otro de ellos, la zona marítima de esta isla o grupo de islas quedará limitada por el paralelo del punto en que llega al mar la frontera terrestre de los estados respectivos».

Dos años después, para complementar el acuerdo anterior, los tres países firmaron el 4 de diciembre de 1954 en Lima el llamado: «Convenio sobre zona especial fronteriza marítima». Con él buscaban crear en el mar una zona especial que estaría ubicada más allá de las 12 millas marinas desde sus riberas y que constaría de una franja con un ancho de 10 millas marinas. El objetivo era ordenar la pesca artesanal costera y así evitar conflictos jurisdiccionales. Aquí, como en la declaración de 1952, se vuelve a hablar de límites situados sobre paralelos:

«Establécese una "Zona Especial", a partir de las 12 millas marinas de la costa, de 10 millas marinas de ancho a cada lado del paralelo que constituye el límite marítimo entre los dos países.»

Si bien el Perú y Ecuador en la práctica siempre aceptaron que la línea que sigue el paralelo geográfico constituía su frontera marítima, no fue sino hasta el año 2011 en que éstos la formalizaron mediante el intercambio de notas diplomáticas idénticas, llamadas también notas reversales, las cuales constituyeron un entendimiento donde se describió por primera vez, de manera detallada y con las correspondientes coordenadas y representaciones gráficas, la frontera marítima entre ambos países. Dicho acuerdo fue registrado en la Secretaría General de Naciones Unidas como acuerdo internacional, de conformidad al artículo 102 de la Carta de la ONU.

«El límite entre los espacios marítimos bajo soberanía o derechos de soberanía y jurisdicción del Perú y el Ecuador, incluyendo tanto la columna de agua como su suelo y subsuelo, se extenderá a lo largo del paralelo geográfico 03º23´33.96"S, que con el meridiano 80º19´16.31"W corresponde al punto de inicio de la frontera terrestre ratificada por el Acta de Brasilia de 26 de octubre de 1998 y cuya equivalencia en el sistema WGS 84, 03º23´31.65"S y 80º18´49.27"O respectivamente, fue definida en el Acta suscrita la término de la IV Reunión de la Comisión Mixta Permanente de fronteras Perú-Ecuador (COMPEFEP), llevada a cabo en Lima, los días 23 y 24 de abril de 2009».

Según este acuerdo la frontera entre los espacios marítimos bajo soberanía o derechos de soberanía y jurisdicción del Perú y Ecuador, incluyendo tanto la columna de agua como su suelo y subsuelo, se extiende a lo largo del paralelo geográfico 03°23’31.65” S que con el meridiano 80°18’49.27” O corresponde al punto de inicio de la frontera terrestre. El punto de partida de la frontera marítima se inicia en la coordenada 03°23’31.65” S y 81°09’12.53” O en el sistema WGS84, que corresponde al punto en el que convergen las líneas de base del Perú y Ecuador, y es desde este punto en que la frontera se extiende hasta una distancia de 200 millas náuticas. Las aguas interiores adyacentes a ambos estados son delimitados por el paralelo geográfico 03°23’31.65” S. La naturaleza de las aguas interiores de ambos países es sin perjuicio de las libertades de comunicación internacional, de conformidad con el Derecho Internacional consuetudinario.